# St. Johannes (Rottleben)

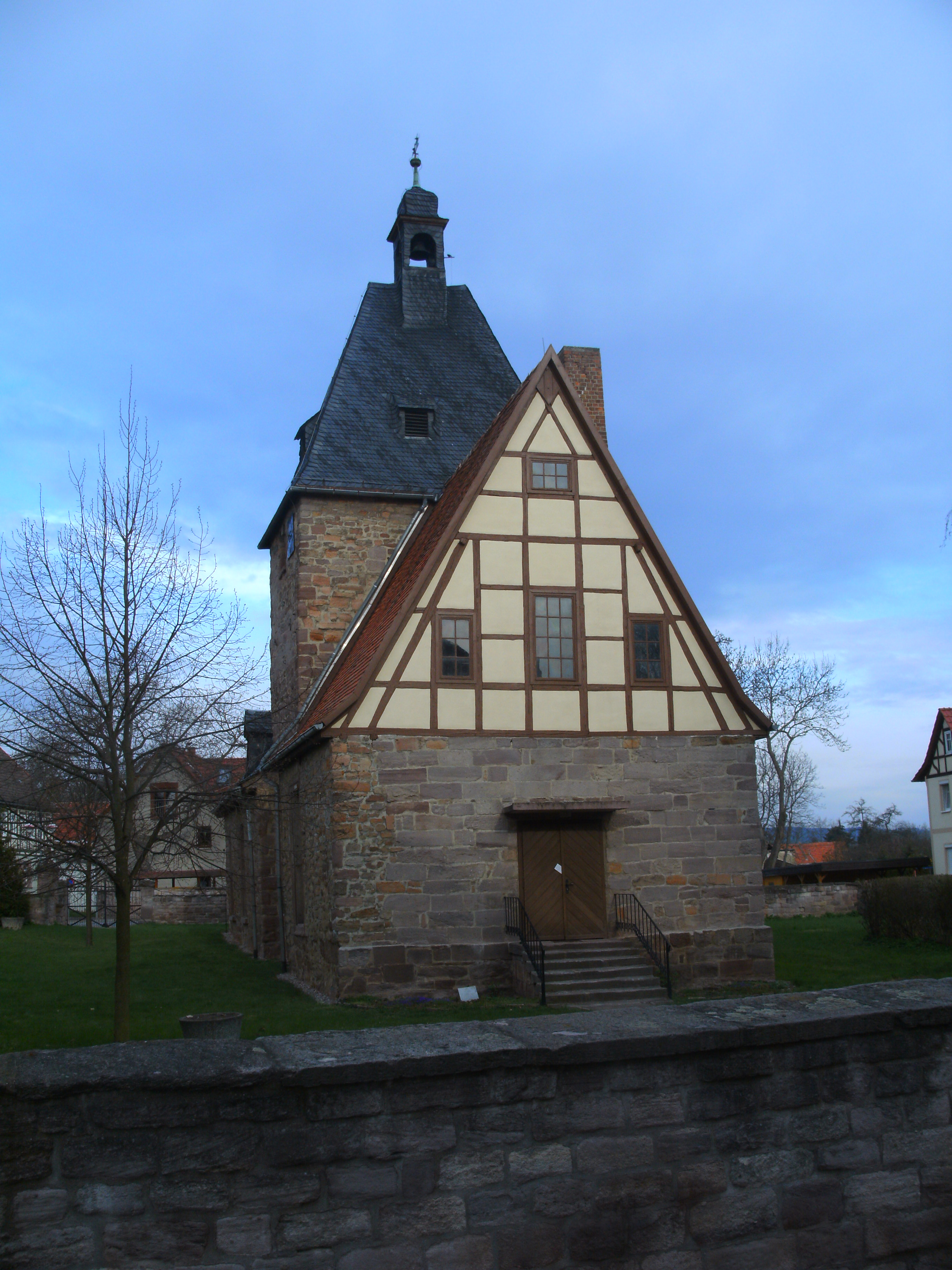
St. Johannes

Die evangelische Dorfkirche St. Johannes steht im Ortsteil Rottleben der Gemeinde Kyffhäuserland im Kyffhäuserkreis in Thüringen.

## Geschichte
Die in einem guten Bauzustand befindliche Dorfkirche soll im 12./13. Jahrhundert gebaut worden sein. Die älteste Urkunde ist 1319 nachweisbar. Von 1740 bis 1741 erfolgte eine gründliche Renovierung, verbunden mit einer Umgestaltung. Einzelheiten dazu sind nicht überliefert.
Am 9. April 1945 wurde durch Bomben, die rings um das Gotteshaus von amerikanischen Bombern abgeworfen wurden, die Kirche schwer beschädigt und die Orgel komplett zerstört. Die Kirchgemeinde begann 1946 bis 1950 mit dem Aufbau, der Renovierung und Umgestaltung der Kirche. Es zeigten sich dann aber Baumängel durch Nachkriegsmaterial im Dachstuhl. 1964 bis 1970 wurden diese Mängel durch eine neue Umgestaltung und Renovierung ausgeglichen.
1970 erfolgte die Einweihung des Gotteshauses mit einer Kantate.